# Kostel svatého Marka Evangelisty (Stěžery)
Kostel svatého Marka Evangelisty je klasicistní kostel v centru obce Stěžery v okrese Hradec Králové.

## Historie
Dřevěný kostel je v obci Stěžery připomínán už v roce 1350, v roce 1830 byl ovšem zbořen a v roce 1832 byl nahrazen novou, zděnou stavbou. Roku 1866 byl kostel poničen Prusy. V roce 1900 byly instalovány a uvedeny do chodu věžní hodiny.
Od roku 1958 je kostel chráněn jako kulturní památka, součástí chráněného areálu je i vrcholně barokní sousoší sv. Jana Nepomuckého s anděly, situované u vchodu do kostela. V letech 1981 - 82 pak prošel kostelík celkovou rekonstrukcí.

## Architektura
Investorem kostela byl František Arnošt hrabě Harrach, který pověřil realizací stavby stavitele Jana Havlinu. Jednalo se o jednolodní kostel s presbytářem na východní straně, s jednopatrovou věží s čtyřbokou bání s lucernou a s jediným vchodem. V původní podobě měl kostel pouze malá okénka, až během modernizace v roce 1882 došlo k instalaci velkých obloukových oken v pseudorománském slohu. Ve stejné době byl také nad vchod umístěn erb rodu Harrachů - trojice pštrosích per. Malá věžička s bání a křížkem, kam by umístěn zvonek, byla přistavěna v roce 1887. Zajímavostí je, že otvor na lano tohoto umíráčku je ve stropě nad oltářem stále viditelný. Ve vnější zdi kostela je usazeno několik náhrobních kamenů Pravětických z Pravětic z počátku 17. století.

## Vybavení interiéru
Na hlavním oltáři je umístěn obraz svatého Marka, které zakoupila hraběnka Anna z Harrachů, rozená Lobkovicová, manželka Františka Arnošta Harracha. Vedle oltáře jsou sochy svatého Václava a svaté Ludmily.
Varhany z roku 1833 jsou dílem varhanáře Johanna Franze Gottwalda, na jejich opravách se podíleli Adolf Hanisch (1883), Karel Synek (1994) a Ivan Červenka (2008).
V hlavní věži byla umístěny čtyři zvony, další dva pak v sanktusníku. Dva z nich byly zrekvírovány v roce 1916, další dva v roce 1918. Nově pořízené dva zvony z roku 1922 byly zrekvírovány německými okupanty v roce 1942. Ve věži tak po celou dobu zůstává jen jediný původní zvon z roku 1409, který byl v roce 1989 zrestaurován. V roce 2017 pak byly do věže umístěny dva zvony zcela nové.

## Bohoslužby
Kostel spadá do farnosti Hradec Králové – Pražské Předměstí a bohoslužby se v něm konají každou neděli od 17:00.